# Вест Џеферсон (Охајо)
Вест Џеферсон (енгл. West Jefferson) град је у америчкој савезној држави Охајо.

## Демографија
По попису из 2010. године број становника је 4.222, што је 109 (-2,5%) становника мање него 2000. године.
| Група             | 2000.         | 2010.         |
| Белци             | 4.273 (98,7%) | 4.093 (96,9%) |
| Афроамериканци    | 1 (0,0%)      | 19 (0,5%)     |
| Азијати           | 6 (0,1%)      | 11 (0,3%)     |
| Хиспаноамериканци | 25 (0,6%)     | 37 (0,9%)     |
| Укупно            | 4.331         | 4.222         |